# Katedra církevních dějin a církevního práva Cyrilometodějské teologické fakulty Univerzity Palackého
Katedra církevních dějin a církevního práva na Cyrilometodějské teologické fakultě (CMTF) Univerzity Palackého (UP) v Olomouci vznikla v roce 2016 sloučením dvou kateder: Katedry církevních dějin a dějin křesťanského umění a Katedry církevního práva    Toto sloučení mělo svůj precedens již bezprostředně po obnovení olomoucké teologické fakulty v roce 1990, v letech 1990–1997. Od 1. září 2023 došlo k opětovnému rozdělení této nesourodé "katedry" na dvě původní pracoviště..

## Organizační členění
Katedra měla dvě oddělení:
- Oddělení církevních dějin a dějin křesťanského umění. Pro vyučující církevních dějin a dějin křesťanského umění, viz údaje na stránce Katedra církevních dějin a dějin křesťanského umění CMTF UP.
- Oddělení církevního práva. Pro vyučující církevního práva, viz údaje na stránce Katedra církevního práva CMTF UP.

## Seznam vedoucích katedry
- 2016 - 2023 : prof. Damián Němec, dr (následně katedra zanikla)